# Ранетки (альбом)
«Ранетки» — перший студійний альбом молодого дівочого гурту «Ранетки».

## Про альбом
Альбом було випущено в кінці листопада 2006 року. На диску було презентовано 13 композицій в стилі поп, 1 ремейк пісні та відеокліп.
До альбому додається буклет, в якому є тексти пісень і невелика інформація про «Ранеток».

## Дизайн диска
Для дебютного альбому оформлення розробив Степан Плотніков (Студія 23).
Альбом виконано в чорно-біло-рожевих тонах. Є 10-сторінковий буклет, на сторінках якого фото кожної дівчини и тексти пісень. Для пісень «Она одна» и «Это всё о ней» є гітарні акорди. Крім того, в буклеті є сторінка подяк — від кожної «ранетки» і від гурту в цілому.
Окремо можна виділити сам диск — його покрито тонким, ароматизованим шаром (з запахом яблука).

## Список композиций
1. «Мы Ранетки» (3:21)
2. «Сердце не спит» (2:38)
3. «Она одна» (2:44)
4. «Мальчишки-кадеты» (2:41)
5. «Ангелы» (3:15)
6. «Это всё о ней» (3:04)
7. «О тебе» (3:11)
8. «В Москве всегда весна» (3:30)
9. «Наслаждайся» (2:45)
10. «Зима» (3:47)
11. «Он вернётся» (3:44)
12. «Тебя любила я» (3:54)
13. «Ей не до сна» (3:55)
14. «Алиса» (3:03)
15. «Она одна» (Glam Radio Edit) (2:38)

+ бонус: відеокліп на пісню «Она одна» (3:09)

## Відеокліпи
Відеокліпи альбому «Ранетки» було випущено на наступні пісні:
1. «Она одна» (2006)
2. «О тебе» (2007)
3. «Ангелы» (2008)

## Комерційний успіх альбому
- Диск розійшовся тиражем більше, ніж 100.000 копій у Росії і в підсумку йому було присвоєно платиновий статус.
- На премії «Муз-ТВ 2009» диск виграв у номінації «Найкращий альбом».

## Цікаві факти
- Пісня «Мы Ранетки» має дві альтернативні версії — відмінність у тексті. В альбом ввійшла, так звана, «цензурна» версія. Ні, первісна версія не містить нецензурних висловів, просто її текст було вважено вульгарним для іміджу гурту — «Возможно, в лифте тесно, но я люблю тебя…» (укр. Можливо, в ліфті тісно, але я кохаю тебе...)
- Пісні «Она одна» и «Мы Ранетки» було включено в саундтрек до телесеріалу «Кадетство», завдяки чому здобули популярність.
- Пісня «Ангелы» стала заголовною темою в серіалі «Ранетки» 2008 року і в квітні 2008 року на неї було випущено відеокліп.
- Пісня «Алиса» стала першою піснею, яку «Ранетки» виконували в однойменному серіалі на телеканалі «СТС».